# Гарре, Нильда
Нильда Селия Гарре (исп. Nilda Garré; род. 3 ноября 1945, Буэнос-Айрес) — аргентинский политический и государственный деятель, дипломат, юрист.

## Биография
Дочь политика. Изучала право в иезуитском Университете Сальвадора.
Сторонница перонизма. В марте 1973 года, Гарре была самой молодой женщиной на тот момент, избранной в Национальный конгресс Аргентины, и была среди тех, кто летал в Испанию, чтобы вернуть Перона в Аргентину. Член Хустисиалистской партии.
Дипломат. В 2005 году была послом Аргентины в Венесуэле, в 2013—2015 годах — представителем Аргентины в Организации американских государств.

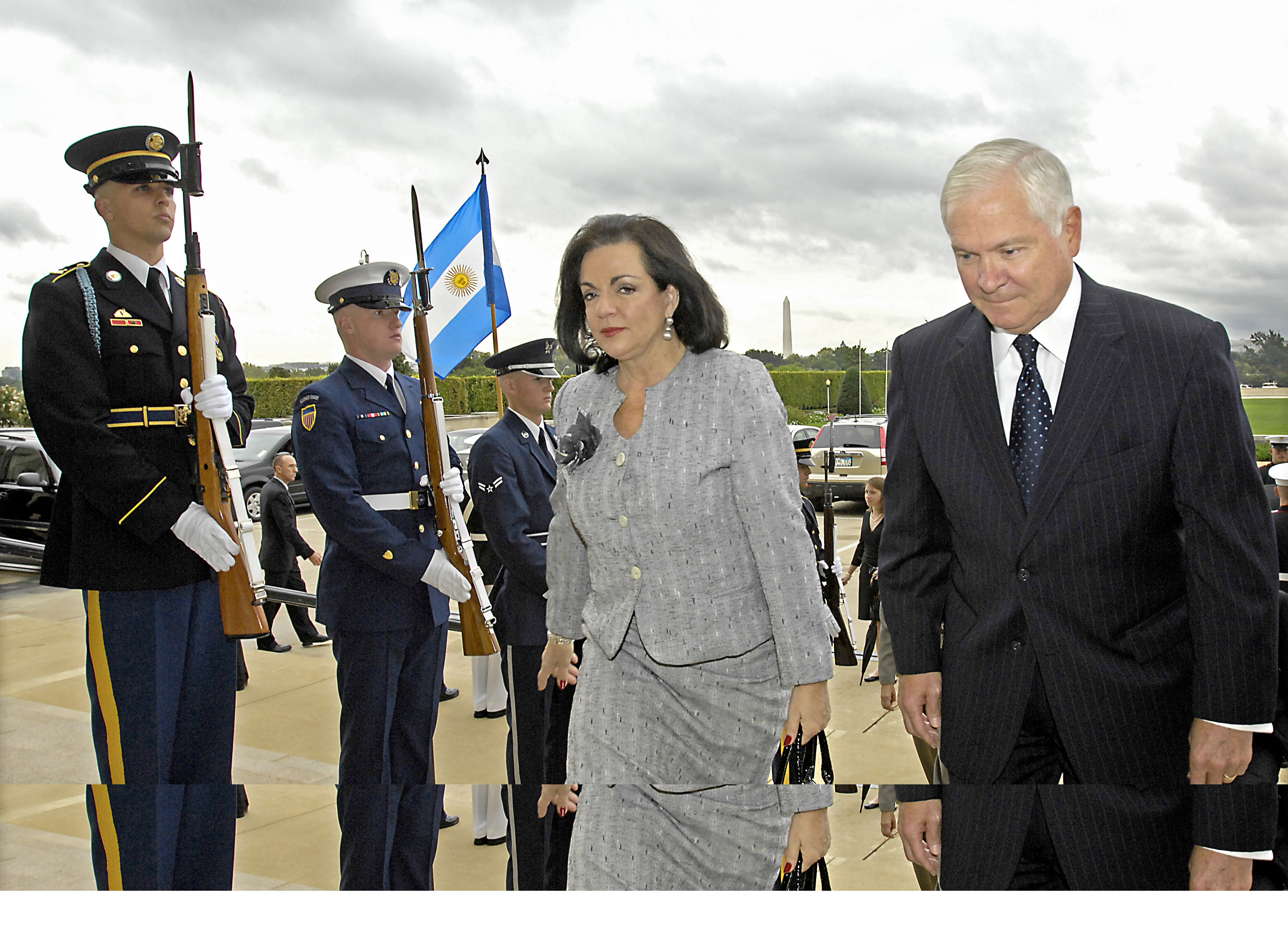
Министр обороны США Роберт М. Гейтс и Нильда Гарре в 2009 г.

В 2005—2007 годах занимала пост министра обороны Аргентины и стала первой женщиной, работавшей в этой должности.
В 2010 году стала первой женщиной-министром безопасности Аргентины.
Несколько раз была членом Палаты депутатов Аргентины, последний раз с 2015 по 2019 год.